# 後藤裕之
後藤 裕之（ごとう ひろゆき、1973年8月2日 - ）は、ゲームクリエイター。2010年3月末をもってバンダイナムコゲームスを退社。フリーランスを経験後、現在はカヤックに所属。東京都出身。血液型A型。慶應義塾志木高等学校、慶應義塾大学環境情報学部卒業。

## 人物
- シリーズ通算100万本以上を売り上げたパズルゲーム『ことばのパズル もじぴったん』の作者であり、シリーズ全作のゲームデザインを手掛けている。ゲームに必要な13万語の辞書データも、ほぼ全て彼一人の手作業によって作られた[2]。
- 「もじぴったん」シリーズに使われている人気曲『ふたりのもじぴったん』『じゅもんをあげるよ』の作詞も彼が担当した[3]。
- 慶應義塾大学に在学中の1995年、円周率暗唱42,195桁の世界記録（当時）を樹立。ギネスブックにも掲載された[4]。
- 大学時代はクイズ研究会に所属。放送作家の見習いとして、TVのクイズ番組の問題作成を手掛けていた時期もあった。
- 絶対音感の持ち主である。小学校時代はピアノを習い、中学ではブラスバンド部でチューバを担当、高校では友人と結成したバンドでキーボードを担当していた。
- ママチャリでの旅行が趣味で、2000年に「豚骨ラーメンしか食べずに横浜⇒博多をママチャリで旅行」に挑戦。10日間かけて達成する。それに続き、2003年には「イクラ丼しか食べずに横浜⇒札幌をママチャリで旅行（海峡は船の使用可）」に挑戦。これも10日間で達成する[5]。
- 意外にも学生時代の成績は悪く、高校では学年最下位の成績を取ったことも。特に数学・英語・漢字の書き取りが苦手であったという。大学は留年を繰り返した末、6年半かけて卒業した。
- 大学時代、自分の名前の漢字を間違って覚えていたことに気付き、その恥ずかしさから猛勉強をした末、漢字検定1級の資格を取得する[6]。
- 中学生の時、夏休みの自由研究で『人は100時間起きてるとどうなるのか？』という実験を行なった[5]。
- イントロクイズの達人で、イントロクイズ大会での優勝経験は最多の9回。答える際、サブタイトルやミックス名、バージョン名まで間違わず答えられる[6]。

## 作品

### ゲーム
- ことばのパズル もじぴったんシリーズ
  - 2001年12月　ことばのパズル もじぴったん（アーケード版）
  - 2003年1月10日　ことばのパズル もじぴったん（GBA版）
  - 2003年1月11日　ことばのパズル もじぴったん（PS2版）
  - 2004年12月6日　ことばのパズル もじぴったん大辞典（PSP版）
  - 2007年3月15日　ことばのパズル もじぴったんDS（DS版）
  - 2008年3月25日　ことばのパズル もじぴったんWii（Wiiウェア版）
  - 2008年11月27日　ことばのパズル もじぴったんWii デラックス（Wii版）

- 野田ゲー
  - 2021年　スーパー野田ゲーPARTY（Nintendo Switch）[7]
  - 2022年　スーパー野田ゲーWORLD（Nintendo Switch）[8]
  - 2024年　スーパー野田ゲーMAKER（Nintendo Switch）[9]

- アプリ
  - 2011年　LOVE LOVE KONCHI（ラブラブコンチ）（iOS/Android）
  - 2012年　なぞダン （iOS）
  - 2012年　冒険クイズキングダム （iOS/Android）
  - 2019年　クロス×ロゴス （iOS/Android）

### 作詞
- 古原奈々、高槻やよい（CV:仁後真耶子）、如月千早（CV:今井麻美）他
  - ふたりのもじぴったん
- 前田愛（シオン）・鈴木麻里子（KOS-MOS）・宍戸留美（M.O.M.O.）
  - ふたりのぜのぴったん
- 古原奈々、高槻やよい（CV:仁後真耶子）
  - じゅもんをあげるよ
- 竜宮小町（水瀬伊織・三浦あずさ・双海亜美）、三浦あずさ（CV:たかはし智秋）
  - ハニカミ!ファーストバイト（アニメ『THE IDOLM@STER』）
- 我那覇響（CV:沼倉愛美）
  - うれし・あやかし道中記
- 高槻やよい（CV:仁後真耶子）
  - プラ・ソニック・ラブ！

### 書籍
- マンガでかんたん!暗記丼　歴代の首相も!世界の国名も!難読漢字も!（2011年、祥伝社）[10]
- 小・中学校の社会科キーワードをゴロ合わせで覚える本 （2012年、PHP研究所）[11]

## 出演した主な番組
- パソコンサンデー（テレビ東京）
- 桜っ子クラブ（テレビ朝日）
- ソリトン・野望山馳参寺!（NHK教育）
- 嗚呼!バラ色の珍生!!（日本テレビ）
- さんまのナンでもダービー（テレビ朝日）
- ウッチャンナンチャンの炎のチャレンジャーこれができたら100万円!!（テレビ朝日）
- タイムショック21（テレビ朝日）
- 世界のクイズ番組QUIZ!（BSフジ）
- saku saku（テレビ神奈川）
- 唐沢寿明Presents 記憶のチカラ（日本テレビ）
- 熱中時間 忙中"趣味"あり（NHK-BS）
- ザ・クイズマンショー（テレビ朝日）
- ちちんぷいぷい（毎日放送）
- 百識（フジテレビ）
- 熱中時間 ～イントロ音源10万曲～（NHK総合）
- ありえへん∞世界（テレビ東京）
- 勇者ああああ（テレビ東京）

## 関連記事
- ゲームクリエイター一覧